# Hemiphaga
Hemiphaga là một chi chim trong họ Columbidae.